# Paul Rée
Paul Rée, född den 21 november 1849 i Bartelshagen i Pommern, död den 28 oktober 1901 i Celerina i Schweiz, var en tysk filosof.
Rée var en tid en av Nietzsches närmaste vänner och påverkade sin vän både med avseende på stil och åsikter, så att denne sedan kunde tala om "reealismen", som kännetecknande en period i sin utveckling. Rée var påverkad av Darwin och Schopenhauer och utvecklade en utilitaristisk moral.